# Glòria Llobet i Torres
Glòria Llobet i Torres (Barcelona, 30 de juliol de 1992) és una jurista i política catalana, des del 2019 és regidora a l'Ajuntament de Sabadell pel grup municipal Esquerra Republicana de Catalunya.
Es va llicenciar en dret a la Universitat de Barcelona, després cursà el màster en exercici d'advocacia a la Universitat Oberta de Catalunya. Fou portaveu local de l'anteriorment anomenada JERC a Sabadell. Des del 2017 treballa com a assessora jurídica d'ERC. Des del 2011 milita activament a Jovent Republicà. Al 2019 va concórrer a les eleccions municipals de Sabadell com a candidata de Jovent Republicà i com a número 4 d'ERC de Sabadell. També exercí com a presidenta del Consell Nacional de Jovent Republicà. Entre la seva feina a l'Ajuntament destacà una moció aprovada pel ple per demanar una reforma de l'skatepark de Sabadell la qual va fer en conjunt amb la plataforma Skatepark Sabadell.